# Anacardium humile
Anacardium humile, es una especie  del género Anacardium perteneciente a la familia Anacardiaceae, es conocida por su propiedades medicinales e insecticidas. El arbusto se encuentra  en el Pantanal y el Cerrado  de Brasil. 

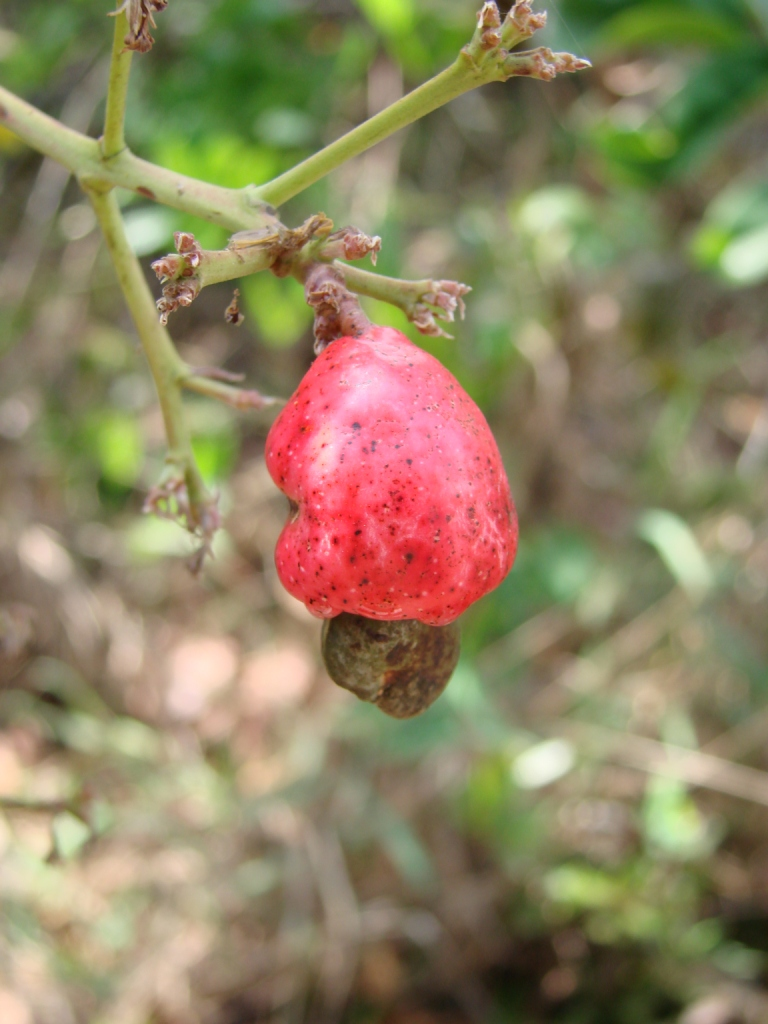
Fruto

## Descripción
Puede alcanzar unos 80 cm de altura. Se caracteriza por tener varias ramas erguidas sobre la base de un xilopodio (tallo subterráneo) desarrollado. Tiene hojas ovadas-lanceoladas. Las flores pueden ser de color blanco, rosa o amarillo, con vetas de color púrpura en la base. El fruto es una verdadera nuez de color gris y con forma de riñón. Tiene, sin embargo, un seudo (como anacardo ), rojo y claviforme, con pulpa blanca y jugosa. Tanto la fruta como la seudo son comestibles, aunque la fruta presenta alta acidez.

## Usos
En el estado de Goiás , donde es abundante, es más conocido por cajuzinho de campo y cajuzinho agria. Se consume fresco cuando está maduro, usado para hacer licores, zumos y pasteles.

## Taxonomía
Anacardium humile fue descrita por Augustin Saint-Hilaire y publicado en Annales des Sciences Naturelles (Paris) 23: 272. 1831.
Etimología
Anacardium: nombre genérico que deriva de la palabra procedente del griego kardia = corazón, por la forma de su fruto.
humile: epíteto latino que significa "de pequeño crecimiento".
Sinonimia
- Anacardium humile var. subacutum Engl.
- Anacardium subterraneum Liais[7]